# Данаил Кацев – Бурски
Данаил Василев Кацев-Бурски е български писател, историограф, публицист, краевед, журналист, редактор, издател.

## Биография
Роден е на 31 юли 1888 година в село Кочмаларе, Карловско, Княжество България, в семейството на Васил Кацев и Мария Кацева. Майка му е дъщеря на поп Данаил от Кочмаларе, който през есента на 1871 г. чете клетвата пред членовете на Кочмаларския революционен комитет, основан от Васил Левски. Прадядото на Кацев – Видул Кацата от Кочмаларе, и Кунчо Иванов, дядо на Васил Левски, са братя. Има брат Димитър Кацев - Бурски – фотограф, журналист и издател.
Данаил Кацев – Бурски е председател на народния комитет „Васил Левски“, основан през януари 1925 година с цел проучване и изследване на биографията и делото на Васил Левски.
Данаил Кацев – Бурски умира на 4 юли 1958 година в София, Народна република България.

### Публицистична дейност
Главен редактор е на сп. „Известия на Балнеоложкото дружество в България“ /1932 – 1946/, в. „Младежка илюстрация“ /1934/, в. „Народно знаме“ /1939 – 1942/, вестник „Обединена велика България“ /1942/, сред сътрудниците е на сп. „Християнка“ /1923 – 1948/. Главен редактор е на в. „Вечерни новини“ към момента на смъртта си.
Автор е на съчиненията, „Под развят стяг. Разкази от войната“ 1918 г./, „Под румънско иго“ /разкази, 1919 г./, „Искрец в миналото“ /1924 г./, „Дякон Игнатий Васил Иванов Левски. Живот и дела. Книга за българските деца“ /1924 г./, „Спекулантите – мятежници без пушки“ /1924 г./, „Истината по предаването на Дякон Игнатий Васил Левски. Анкета извършена в Ловеч, 1925 г. с 6 портрета и три факсимилета“ /1926 г., издание на печатница „Бял Кръст“ към Курилския манастир/, „Чий е Бачковският манастир“ /1928 г./, „Каймак-Чалан. Из дневника на сестра Евга“ /1933 г./, „Княз Александър Батенберг“ /1935/, „Една интересна ермения на самоковски зографи“ /1939 г./, „Девици без надзор. Драма в 4 действия“ /1940 г./, „Генерал Франциско Франко Бахамонде като човек и вожд на Испания: кратки животописни бележки“ /1941 г./ и други.
Участва със свои статии във „Възпоменателен сборник. Епопея на българския воин“, том 5 /1933/ и том 7 /1943/.